# Ehrenfeld (okręg administracyjny Kolonii)
Ehrenfeld, Köln-Ehrenfeld – okręg administracyjny (niem. Stadtbezirk) w Kolonii, w Niemczech, w kraju związkowym Nadrenia Północna-Westfalia. 
W skład okręgu administracyjnego wchodzi sześć dzielnic (Stadtteil):
1. Bickendorf
2. Bocklemünd/Mengenich
3. Ehrenfeld
4. Neuehrenfeld
5. Ossendorf
6. Vogelsang